# Летуш
Летуш (словен. Letuš) — поселення в общині Брасловче, Савинський регіон, Словенія. 
Висота над рівнем моря: 317 м.